# Calyptogena diagonalis
Calyptogena diagonalis is een tweekleppigensoort uit de familie van de Vesicomyidae. De wetenschappelijke naam van de soort is voor het eerst geldig gepubliceerd in 1999 door Barry & Kochevar.